# Artemisia (Grèce antique)
Pour les articles homonymes, voir Artemisia.
Dans la Grèce antique, les Artemisia (en grec ancien τὰ Ἀρτεμίσια / ta Artemísia) sont des festivités en l'honneur de la déesse Artémis organisées par plusieurs cités grecques, notamment Éphèse et Syracuse

## À Éphèse
Les plus connues sont celles que célèbre la cité d'Éphèse, en Ionie, dont Artémis est la déesse tutélaire, pendant le mois d’Artemision ou Mounikhion du Calendrier attique. Elles comprennent des concours musicaux et des jeux gymniques.
Pendant la fête, la statue d'Artémis Ephesia est emmenée en procession dans la cité, entourée d'un chœur de jeunes filles qui, formant le cortège de la déesse, portent comme elle l'arc, le carquois et la peau de faon. Le peintre Apelle représente la scène dans ce qui est considéré dans l'Antiquité comme l'une de ses plus belles œuvres — surpassant presque, déclare Pline l'Ancien, les vers qu'Homère consacre au même sujet dans l'Odyssée. La procession est aussi l'occasion pour les jeunes gens de choisir leur futur conjoint.
Les Artemisia d'Éphèse sont rebaptisées Artemisia Kommodea par le gouverneur L. Fabius Cilo sous le règne de Commode.